# 家長のお嫁さん
『家長のお嫁さん』（かちょうのおよめさん）は、横嶋やよいによる日本のレディースコミック作品である。同作者の代表作のひとつで、レディースコミック内でも珍しい、家長というポイントに重点を置いた作品である。

## 登場人物
高橋晴子（たかはし はるこ）
本作の主人公。旧姓は漆原。
高橋春行（たかはし はるゆき）
晴子の夫で、高橋家の次男。
高橋朋美（たかはし ともみ）　
晴子の義姉。2児の母。非常に欲深く厚かましい性格で、晴子から毛嫌いされている。
高橋一行（たかはし かずゆき）
春行の実兄で、高橋家の長男。昔から出来がよく、母親から溺愛されている。傲岸不遜な性格で、日頃から弟夫婦に対し、高慢な態度を取っている。
一行と春行の母（仮称）
気弱だが、見栄っぱりな性格。浪費癖があり、晴子の悩みの種。
晴子の伯父（仮称）
朋美の態度に憤慨する。